# Днепровский, Владимир Самсонович
Влади́мир Самсо́нович Днепро́вский  (02.08.1940 , Москва -15.06.2024, Москва) — советский, российский физик, доктор физико-математических наук (1980), профессор (1991), специалист в области физики полупроводников, нелинейной оптики и лазерной спектроскопии полупроводниковых наноструктур, заведующий кафедрой полупроводников (1991—2014) физического факультета МГУ. Индекс Хирша — 17.

## Биография
Родился 2 августа 1940 года в Москве.
В 1965 году окончил физический факультет МГУ.
В 1967 году защитил кандидатскую диссертацию по теме «Экспериментальное исследование многофотонного поглощения в полупроводниках с широкой запрещённой зоной и диэлектриках»

### На кафедре квантовой радиофизики
Группа В. С. Днепровского на кафедре квантовой радиофизики в 70-х годах исследовала пикосекундные процессы в плазме большой плотности в полупроводниках типа AIIBVI — CdS и CdSe, которые приводили к возникновению сильных оптических нелинейностей. Эти нелинейности были обусловлены коллективным взаимодействием экситонов при больших концентрациях. В исследованных полупроводниках в структурах с обратной связью наблюдалась оптическая бистабильность. Это было важно для изучения оптических мультивибраторов — элементов разрабатываемых оптических компьютеров.
Эти исследования проводились в контакте с физиками университета им. Гумбольдта и Йенского университета. Развитию работ заметно способствовало приобретение оптических многоканальных анализаторов германского производства. Были получены новые данные о временах релаксации горячих дырок в плазме большой плотности в CdSe. Особенно интересные результаты были получены о спектрах нанокристаллов CdSe в фосфатных стёклах, изготовленных в ГОИ. В конце 80-гг. в спектрах было впервые зарегистрировано усиление и вынужденное излучение при пикосекундных импульсах возбуждения квантовых точек в этой системе (диссертации докторанта В. И. Климова и Ю. В. Вандышева).
В 1980 году защитил докторскую диссертацию по теме «Взаимодействие коротких и ультракоротких мощных импульсов света с полупроводниками».

### На кафедре физики полупроводников
В середине 80-х гг. В. С. Днепровский, по согласованию с Л. В. Келдышем и В. С. Вавиловым, перешёл со своей группой на кафедру полупроводников. Он стал читать курс нелинейных оптических явлений в полупроводниках и продолжал экспериментальные исследования во вновь созданной лаборатории полупроводниковой оптоэлектроники, в которой были впервые обнаружены усиление и лазерная генерация в полупроводниковых квантовых точках, экситоны с большой энергией связи в полупроводниковых квантовых нитях с диэлектрическими барьерами.
В 1991 г. В. С. Вавилов попросил освободить его от заведования кафедрой. В. С. Днепровский был избран заведующим (1991—2014) и профессором кафедры полупроводников

## Область научных интересов
- физика полупроводников и полупроводниковых структур пониженной размерности,
- нелинейная оптика и лазерная спектроскопия.

## Преподавательская деятельность
Лекционные курсы:
- «Лазерная спектроскопия полупроводников»,
- «Твердотельные лазеры»,
- «Пикосекундная лазерная спектроскопия»,
- «Нелинейная оптика полупроводников и полупроводниковых структур пониженной размерности»[4],
- «Полупроводниковая оптоэлектроника».

## Публикации
Автор более 200 научных публикаций, в том числе первых экспериментальных работ по когерентному взаимодействию сверхкоротких лазерных импульсов с полупроводниками.
- В. С. Днепровский, В. А. Жуков, М. В. Козлова, А. М. Смирнов, Т. Вумайер. Особенности нелинейного поглощения при резонансном одно- и двухфотонном возбуждении основного экситонного перехода в коллоидных квантовых точках CDSE/ZNS // Вестник Московского университета. — 2012. — № 2.